# Prieurés de l'ordre de Fontevraud

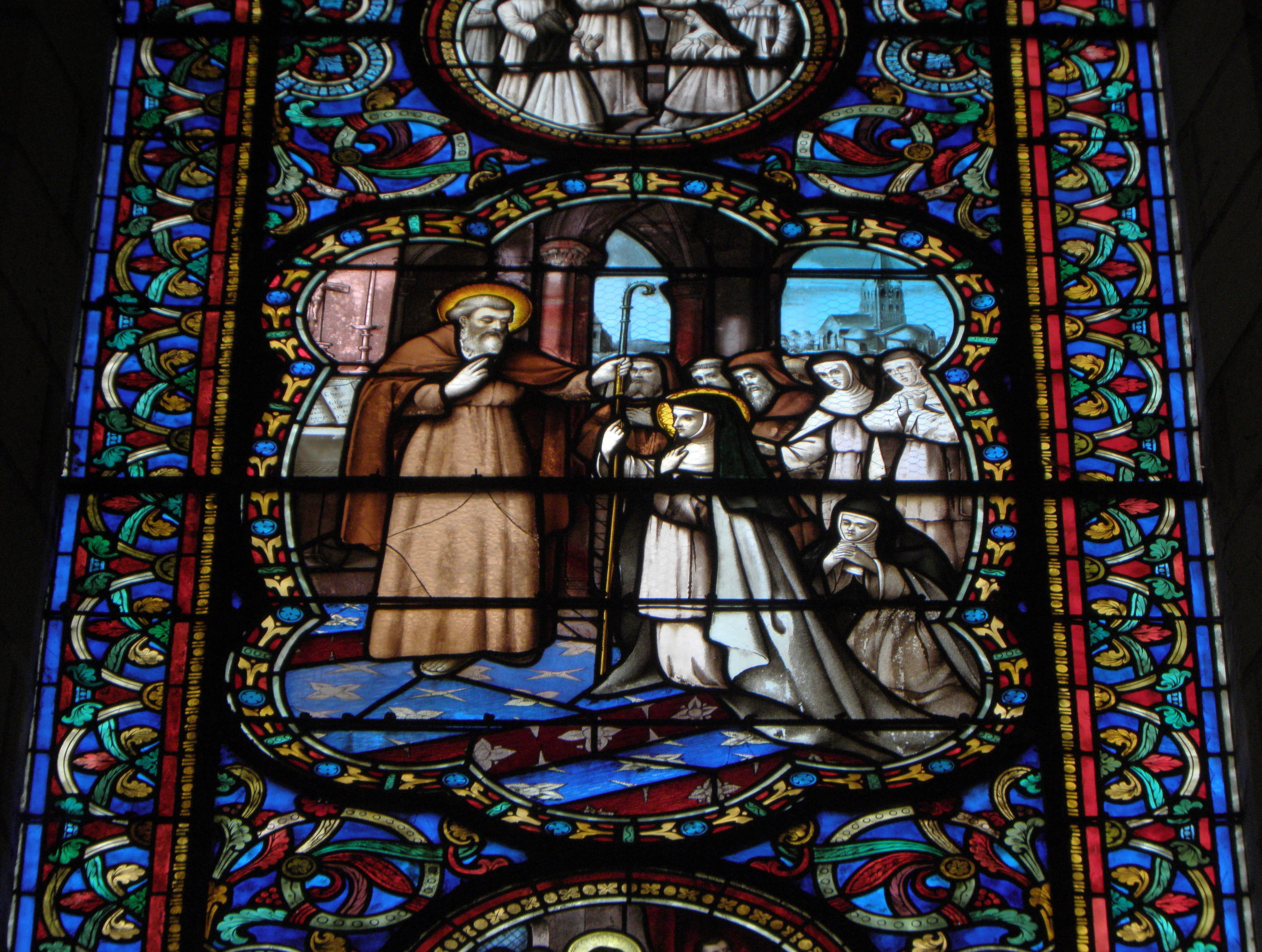
Vitrail représentant Robert d'Arbrissel qui remet à Pétronille de Chemillé son bâton d'abbesse, en 1115. Baie no 13, Église Notre-Dame-la-Neuve de Chemillé, département de Maine-et-Loire.

L'ordre de Fontevraud, successivement protégé par les Plantagenêts et la Maison capétienne de Bourbon, a été fondé en 1101 par Robert d'Arbrissel. Il était riche de nombreux prieurés, dont le nombre et la consistance ont naturellement varié avec le temps. Ces prieurés étaient certes prioritairement situés dans ce qui constitue la France aujourd'hui, mais il y en eut aussi en Angleterre, jusqu'à la réforme d'Henri VIII, et en Espagne.

## Implantation des prieurés fontevristes avant le classement décidé par l'Abbesse Jeanne-Baptiste de Bourbon
Robert d'Arbrissel interrompait de temps en temps ses prédications pour revenir à Fontevraud et pour fonder de nouveaux monastères qu’il peuplait de ses moniales et moines. Ces fondations recevaient le titre de prieurés et restaient sous l'entière dépendance de ordre de Fontevraud, ne formant avec lui qu’une seule congrégation, dont l’abbesse était le chef unique. Partout une communauté d'hommes s’attachait au service des moniales. Il y en eut entre autres dans les diocèses de Poitiers, de Bourges, d'Orléans, de Limoges, de Chartres.
Les prieurés de l'ordre de Fontevraud étaient implantés majoritairement dans la moitié ouest de la France. Patrick Bouvard a consacré sa thèse aux prieurés de l'ordre de Fontevraud fondés dans le diocèse de Poitiers au XIIe siècle. Ces prieurés étaient regroupés en quatre provinces.
Si le chiffre de 57 prieurés est souvent retenu[Par qui ?], il est à noter[style à revoir] que selon les Bulletins de l'Association des prieurés fontevristes (A.P.F.), association dont le siège est situé au Prieuré Notre-Dame de Longefont à Oulches (Indre), sont considérés également comme prieurés fontevristes :
- le prieuré de Saint-Bibien à Vouhé (Charente-Maritime)[APF 1] et l'église, l'emplacement du prieuré de l'ordre de Fontevraud au Grand St Bibien avec sa fontaine et le vieux chêne (qui sont tous les deux sur Benon, mais limitrophes de Vouhé)[3] ;
- le prieuré de La Pignardière à Chantonnay (Vendée). L'implantation de ce prieuré résulte d’une demande de terre adressée à Pierre de Pareds par le Pape Calixte II 1119[4],[APF 2] ;
- le prieuré de Bois-Goyer. Vendrennes (Vendée)[5],[APF 3] ;
- le prieuré de Cubas à Cherveix-Cubas (Dordogne). Édouard de Woodstock dit le Prince noir, fut l'instrument en 1345 d'une des destructions de ce prieuré, mais ce ne fut, hélas, pas la dernière[DOMF 1],[APF 4];
- le prieuré de Chaussy (Loiret)[APF 5] ;
- le prieuré de Pont-Chaulet, à Saint-Germain-les-Belles (Haute-Vienne)[APF 6] ;
- le prieuré de Fongrave (Lot-et-Garonne). Pour plus de détails sur ce prieuré fontevriste, voir infra Nouveau classement décidé par l'Abbesse Jeanne-Baptiste de Bourbon 1637-1670 ;
- le prieuré Sainte Magdeleine de La Mongie[6] ; à Vérac (Gironde)[APF 7],[7] ;
- le prieuré de La Poraire Chiché (Deux-Sèvres)[8],[9] ;
- le prieuré de Clisson, à Clisson (Loire-Atlantique)[APF 8] ;
- le prieuré du Puy-Saint-Jean, à Saint-Léger-Magnazeix (Haute-Vienne)[APF 9],[10],[11] ;
- le prieuré d'Arfeuille à Saint-Pardoux-d'Arnet (Creuse)[APF 10] ;
- le prieuré de Branchecourbe, à Montbert (Loire-Atlantique)[APF 11].

En outre, le site Prieurés fontevristes intègre aussi dans la liste des prieurés :
- Prieuré de Guesnes (Vienne). Pour plus de détails sur ce prieuré fontevriste, voir infra Nouveau classement décidé par l'Abbesse Jeanne-Baptiste de Bourbon 1637-1670 ;
- le prieuré de Raslay à Raslay (Vienne) ;
- le prieuré de la Grâce-Dieu ou Lagrâce-Dieu, à Auterive (Haute-Garonne). Pour plus de détails sur ce prieuré fontevriste, voir infra Nouveau classement décidé par l'Abbesse Jeanne-Baptiste de Bourbon 1637-1670.

### Les quatre provinces françaises

#### Province d'Île-de-France
Quinze prieurés :
- Acquigny (Eure)[PF 1].
- Bellomer ou Belhomert à Belhomert-Guehouville (Eure-et-Loir)[PF 2],[13].
- Brières-les-Scellés (Essonne).
- Et peut-être Boren[14].
- Clair-Ruissel ou Clairuissel à Gaillefontaine (Seine-Maritime). Dépendant du diocése de Rouen, ce prieuré fut fondé au milieu du XIIe siècle en pays de Bray par Hugues IV de Gournay (+1180) qui favorisa amplement Clairuissel par des biens et revenus dont certains en Angleterre. Clairuissel essaima à Fumechon (27170) et connut une grande prospérité jusqu'à la Révolution. Son temporel s’accrut également grâce aux dons des seigneurs d’Angy (60250) et de Saint-Germain sur Eaulne (Seine-Maritime)[PF 3].
- Prieuré de Collinances à Thury-en-Valois (Oise)[15].
- Prieuré de Foicy ou Foissy à Saint-Parres-aux-Tertres (Aube)[PF 4].
- Hautes-Bruyères à Saint-Rémy-l'Honoré (Yvelines) .
- Prieuré de Chaise-Dieu-du-Theil (Eure)[APF 12],[PF 5].
- Prieuré du Charme à Grisolles (Aisne)[PF 6],[16].
- Les Filles-Dieu à Paris ; De l'enlèvement par son galant d'une religieuse du prieuré[APF 13].
- Prieuré de Fontaines-les-Nonnes vers Meaux à Douy-la-Ramée (Seine-et-Marne)[17].
- Longueau à Châtillon-sur-Marne (Marne)[PF 7],[18].
- Prieuré de Longpré à Haramont (Aisne)[PF 8],[16].
- Prieuré de Moreaucourt à Moréaucourt[APF 14] à L'Étoile (Somme) puis à partir de 1636, Amiens.
- Val de Morière[APF 15]. C'est dans ce couvent de sœurs fontevristes qui n'avaient pas quitté leur établissement malgré le régime de la Terreur, que François Athanase Charette de La Contrie fit soigner sa blessure le surlendemain 14 janvier 1794 du combat du Mortais[19]. Cela coûta la vie aux neuf religieuses résidentes.
- Notre-Dame des Marais à Couilly-Pont-aux-Dames(Seine-et-Marne).
- Poissy (Yvelines).
- Prieuré du Sauvement à commune de Mantry (Jura).
- Prieuré de Wariville à Litz (Oise)[APF 16],[16].

#### Province d'Auvergne
Quinze prieurés :
- Beaulieu à Riorges (Loire)[APF 17]. Du prieuré au château de Beaulieu[20]. Un quartier des armoiries contemporaines de Riorgues évoque le prieuré ancien[DOMF 2]. Lettres patentes du roi du 17 août 1765 portant union des bénéfices du prieuré de Riorges au collège jésuite de Roanne[21].
- Blessac (Creuse). Dépendait de ce prieuré une maison hospitalière dotée d'une chapelle (XIIe siècle), réparée au XVe siècle, maison occupée en 1258 par des religieuses fontevristes[22]. Ce prieuré sis sur la commune homonyme (23200) qui a fait l’objet de travaux d’Agnés Brahim-Giry[DOMF 3] est situé à 40 km au S/E de Guérêt. Au printemps 2018, la Fondation du Patrimoine a lancé un appel pour contribuer à sa restauration[DOMF 4]. Un Diaporama des lieux est accessible via[23]. Un aperçu de l’histoire du prieuré peut être retrouvé grâce au lien suivant[24]. L'histoire a conservé le souvenir de Marie, une des prieures de Blessac, qui aurait vécu entre 1375 et 1425.
- Brioude (Haute-Loire)[APF 18],[APF 19] Et si l'ordre de Fontevraud avait pu revivre ? Cette espérance fut hélas déçue comme on va le voir[DOMF 5]. Réédition d'une histoire du prieuré de Brioude imprimée au XIXe siècle[25].

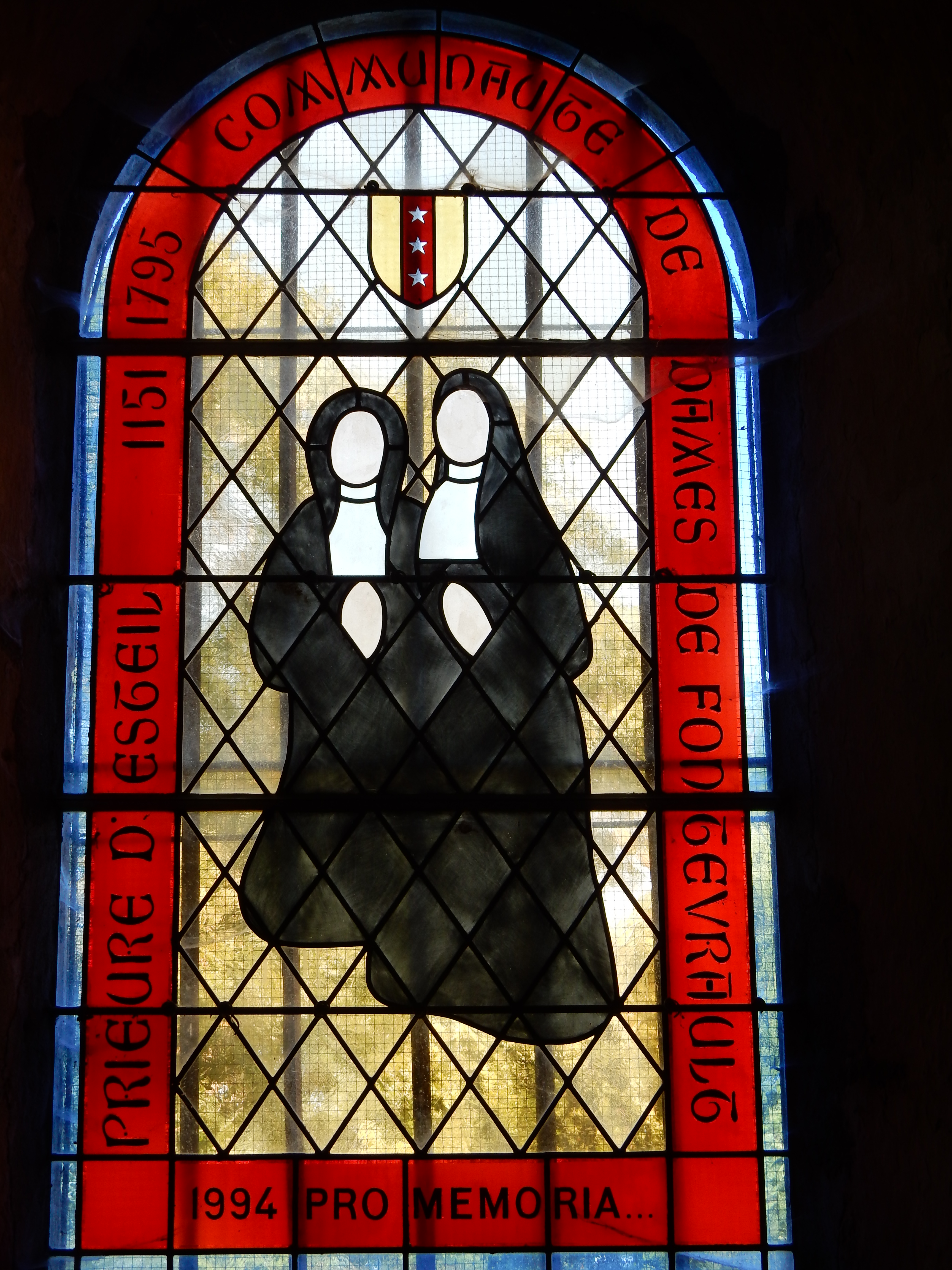
Vitrail représentant des moniales de l'Ordre de Fontevraud. Église St Jean d'Esteil.

- Esteil (Puy-de-Dôme)[APF 20]. Ce prieuré fut fondé sous Pétronille de Chemillé[DOMF 6]. L'église St Jean (Baptiste ?) à l’architecture romane[26] au cœur de ce bourg de 65 habitants témoigne de l’implantation en ce lieu (1151 à 1795) d’un ancien prieuré fontevriste. sur un terrain offert par Bertrand Drac et son frère Guillaume, seigneurs de Châteauneuf du Drac[réf. nécessaire]. La Révolution française entraîna la sécularisation du lieu et la vente des bâtiments prioraux le 28 Messidor an IV de la République comme bien de l’État, L’état de l’ église dont la partie Ouest (c’est-à-dire opposée à l’autel) appartient encore à un exploitant agricole témoigne de cette sécularisation. En 1767, ces moniales issues de l’aristocratie et de la bourgeoisie étaient encore une vingtaine à y vivre. Celles que l’on appelait les « dames de Fontevraud », du nom de la célèbre abbaye royale, située près de Saumur, en Anjou[27] et dont témoigne encore non loin d'un passage vouté sis derrière l'église une plaque portant la mention « rue des dames » (de Fontevraud).
- Glatigny à Chabris (Indre). Pour plus de détails sur ce prieuré fontevriste, voir infra Nouveau classement décidé par l'Abbesse Jeanne-Baptiste de Bourbon 1637-1670.
- Prieuré de Jarzay (ou Gerzay ou Jarsay) à Moulins-sur-Cephons (Indre). Pour plus de détails sur ce prieuré fontevriste, voir infra Nouveau classement décidé par l'Abbesse Jeanne-Baptiste de Bourbon 1637-1670.
- Joursay à Chambœuf (Loire)[28].
- La Mothe-Canilhac à Banassac (Lozère).
- L'Encloître-en-Chaufournais, à Rouziers-de-Touraine (Indre-et-Loire).
- Les Loges à La Breille-les-Pins (Maine-et-Loire).
- Prieuré d'Orsan[29] à Maisonnais (Cher).
- Prieuré de Pont-Ratier à Charmes (Allier)[APF 21],[APF 22].
- Pouilly-les-Nonains[30].
- Relay à Pont-de-Ruan (Indre-et-Loire)[APF 23],[APF 24],[PF 9].
- Sainte-Florine#Couvent de moniales de Sainte-Florine (Haute-Loire)[APF 25],[31].
- Vic-le-Comte (Puy-de-Dôme)[APF 26].

#### Province de Bretagne
Treize prieurés :
- Bonneuil-aux-Monges à Sainte-Soline (Deux-Sèvres)[APF 27].
- Boubon à Cussac (Haute-Vienne). Pour plus de détails sur ce prieuré fontevriste, voir infra Nouveau classement décidé par l'Abbesse Jeanne-Baptiste de Bourbon 1637-1670.
- Chaumontois à Montereau (Loiret) (Loiret).
- Cuon Nouvelle commune de Baugé-en-Anjou[32].
- La Bignotière ou La Bigorlière Beaulieu-sous-Parthenay (Deux-Sèvres).
- La Fontaine-Saint-Martin à Usson-du-Poitou (Vienne).
- La Lande-en-Beauchêne à Sallertaine (Vendée)[33].
- La Poraire Chiché (Deux-Sèvres) les peintures murales de la prieurale fontevriste de la Poraire[APF 28].
- La Puye à Pleumartin (Vienne). Pour plus de détails sur ce prieuré fontevriste, voir infra Nouveau classement décidé par l'Abbesse Jeanne-Baptiste de Bourbon 1637-1670.
- La Regrippière (Loire-Atlantique). Pour plus de détails sur ce prieuré fontevriste, voir infra Nouveau classement décidé par l'Abbesse Jeanne-Baptiste de Bourbon 1637-1670.
- Les Cerisiers à Fougeré (Vendée). Pour plus de détails sur ce prieuré fontevriste, voir infra Nouveau classement décidé par l'Abbesse Jeanne-Baptiste de Bourbon 1637-1670.
- Lencloître-en-Gironde à Lencloître (Vienne). Pour plus de détails sur ce prieuré fontevriste, voir infra Nouveau classement décidé par l'Abbesse Jeanne-Baptiste de Bourbon 1637-1670.
- Longefont à Oulches (Indre). voir infra Nouveau classement décidé par l'Abbesse Jeanne-Baptiste de Bourbon 1637-1670.
- Notre-Dame de Saint-Sauveur de Montaigu (Vendée)[APF 29].
- Montazais à Savigné (Vienne). Pour plus de détails sur ce prieuré fontevriste, voir infra Nouveau classement décidé par l'Abbesse Jeanne-Baptiste de Bourbon 1637-1670.
- Rives à Abilly (Indre-et-Loire). Pour plus de détails sur ce prieuré fontevriste, voir infra Nouveau classement décidé par l'Abbesse Jeanne-Baptiste de Bourbon 1637-1670.
- Val de Morière Touvois  (Loire-Atlantique).

#### Province de Gascogne
Quinze prieurés :
- Abbaye de Boulaur à Boulaur (Gers). Pour plus de détails sur ce prieuré fontevriste, voir infra Nouveau classement décidé par l'Abbesse Jeanne-Baptiste de Bourbon 1637-1670.
- La Madeleine à Saint-Jean de la Ruelle (Loiret)connu aussi sous le nom le prieuré de la Magdeleine lez Orléans à Orléans (Loiret)[APF 30]. Le prieuré de la Madeleine a connu l’infortune d’être détruit deux fois. Le siège d’Orléans, cernée par les Anglais en 1428, entraina sa destruction préventive. Quant à sa destruction définitive, c’est la Révolution française qui la consomma entre 1799 et 1805. Heureusement des fouilles archéologiques ont permis de renouer bien des fils; Découverte exceptionnelle dans le prieuré fontevriste de la Madeleine à Orléans la sépulture de l'abbesse Marie de Bretagne. Les restes d'une Abbesse[APF 31].
- La Rame à Mazères (Gironde). Pour plus de détails sur ce prieuré fontevriste, voir infra Nouveau classement décidé par l'Abbesse Jeanne-Baptiste de Bourbon 1637-1670.
- Le Brouilh, Le Brouilh-Monbert (Gers) ;
- Lespinasse (Haute-Garonne). Pour plus de détails sur ce prieuré fontevriste, voir infra Nouveau classement décidé par l'Abbesse Jeanne-Baptiste de Bourbon 1637-1670.
- Longages (Haute-Garonne). Pour plus de détails sur ce prieuré fontevriste, voir infra Nouveau classement décidé par l'Abbesse Jeanne-Baptiste de Bourbon 1637-1670.
- Momères (Hautes-Pyrénées).Pour plus de détails sur ce prieuré fontevriste, voir infra Nouveau classement décidé par l'Abbesse Jeanne-Baptiste de Bourbon 1637-1670.
- Prieuré du Paravis à Feugarolles (Lot-et-Garonne). Pour plus de détails sur ce prieuré fontevriste, voir infra Nouveau classement décidé par l'Abbesse Jeanne-Baptiste de Bourbon 1637-1670.
- Bragayrac à Saint-Aignan (Tarn-et-Garonne). Pour plus de détails sur ce prieuré fontevriste, voir infra Nouveau classement décidé par l'Abbesse Jeanne-Baptiste de Bourbon 1637-1670.
- Saint-Laurent à Saint-Laurent-sur-Save (Haute-Garonne). Pour plus de détails sur ce prieuré fontevriste, voir infra Nouveau classement décidé par l'Abbesse Jeanne-Baptiste de Bourbon 1637-1670.
- Sainte-Croix à Sainte-Croix-Volvestre (Ariège). Pour plus de détails sur ce prieuré fontevriste, voir infra Nouveau classement décidé par l'Abbesse Jeanne-Baptiste de Bourbon 1637-1670.
- Prieuré de Tusson (Charente) ; Pour plus de détails sur ce prieuré fontevriste, voir infra Nouveau classement décidé par l'Abbesse Jeanne-Baptiste de Bourbon 1637-1670.
- Vaupillon ou Vopillon à Beaumont (Gers . Pour plus de détails sur ce prieuré fontevriste, voir infra Nouveau classement décidé par l'Abbesse Jeanne-Baptiste de Bourbon 1637-1670.
- Prieuré de Villesalem à Journet (Vienne). Pour plus de détails sur ce prieuré fontevriste, voir infra Nouveau classement décidé par l'Abbesse Jeanne-Baptiste de Bourbon 1637-1670.
- Le Prieuré des Dames Sainte Marie à Champagne-et-Fontaine (Dordogne).

### Hors du royaume de France

#### Angleterre
L'ordre de Fontevraud en Angleterre au XIIe siècle :
Cinq prieurés ont été fondés en Angleterre :
- Grovebury Priory.
- Eaton Priory près de Leicester, région des Midlands de l'Est[DOMF 7].
- Amesbury[35].
- Le Petit Fontevraud à Londres.
- Westwood dans le Kent.

#### Espagne
Six prieurés ont été fondés en Espagne :
- Paraman (Saragosse). Aragon.
- Albunes Province de Palencia.
- Moslares Province de Palencia.
- Tejar (Saldana) Province de Palencia.
- Vega de Leon (Villadon de Campos) Province de Valladolid.
- Vega d’Oviedo (Oviedo). Asturies.

## Nouveau classement décidé par l'Abbesse Jeanne-Baptiste de Bourbon 1637-1670. Les quatre classes de prieurés
C'est probablement pour des raisons purement techniques - faciliter les missions d'inspection des Visiteurs de l'Ordre - que l'abbesse regroupa les prieurés fontevristes dans les quatre catégories qui suivent.

### Classe de Tusson
comprenant « Guaine, L’Encloistre en Gironde, La Puye, Villesalem, Montazay, Boubon, Fonteine en Périgord, Les Ceriziers, La Regrepiere, le Val-de-Mauriere », en tout avec Tusson onze maisons.
- Prieuré de Guesnes ou Guaine.
- Prieurés de l’Ordre de Fontevraud Guesnes.

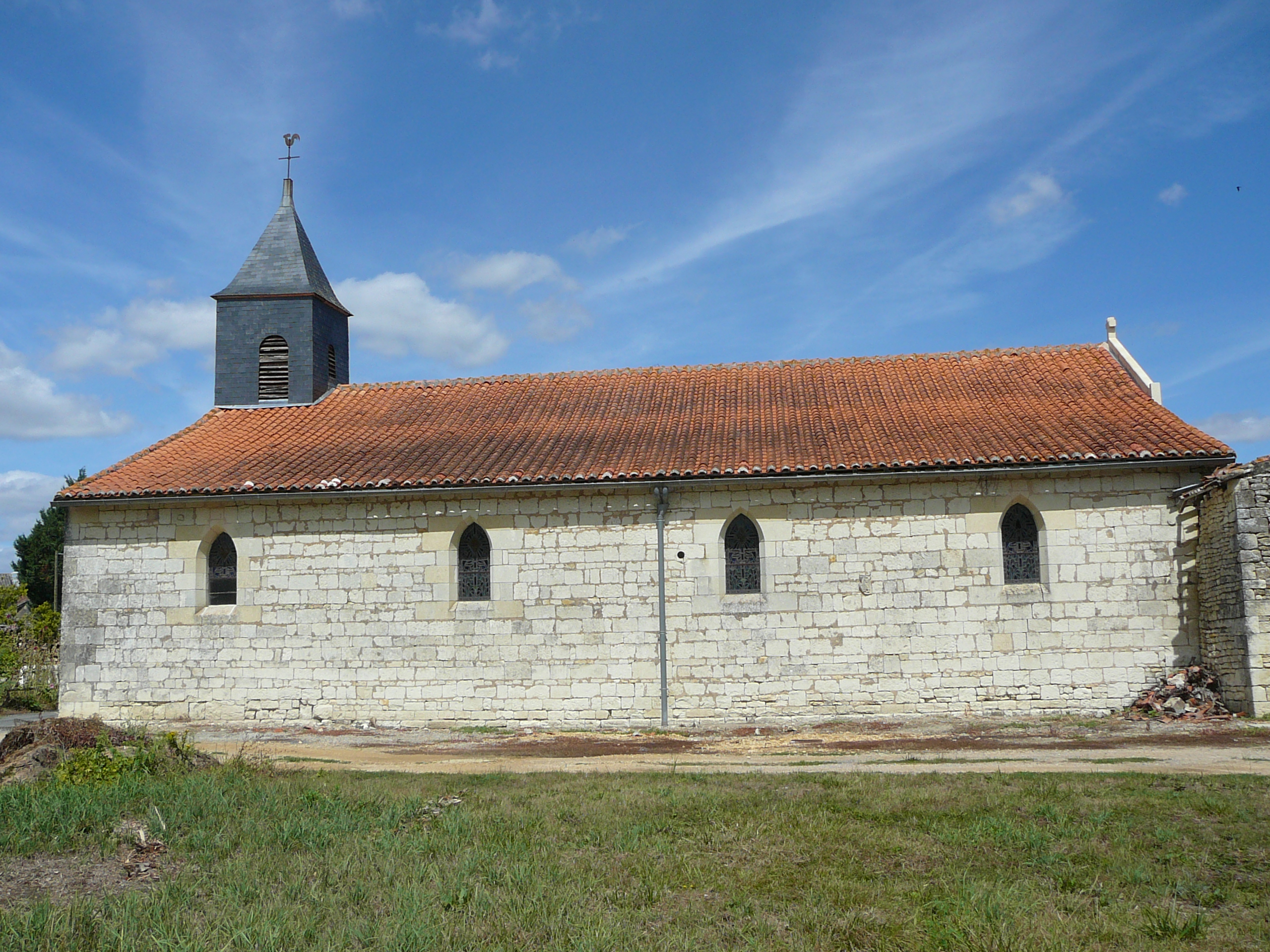
Chapelle du prieuré de moines fontevristes de Guesnes (86420)

 Le prieuré de Guesnes, à Guesnes (Vienne). Le 20 septembre 1792, au moment de leur mise en vente après confiscation, les trois « enclôtures » de la communauté comprennent des cours, granges, écuries, toits, fuye (pigeonnier), jardins, vignes, enclos, laverie couverte, canal à poisson, arbres de toutes espèces, ormeaux, peupliers, fruitiers, le tout sur 13 arpents,
- Prieuré de Lencloître-en-Gironde à Lencloître (Vienne), voir Église Notre-Dame de Lencloître.
- Prieuré de La Puye à Pleumartin (Vienne)[APF 32],[PF 11].
- Prieuré de Villesalem à Journet (Vienne)[36],[37].
- Prieuré de Montazais à Savigné (Vienne).
- Prieuré de Boubon à Cussac (Haute-Vienne). Le prieuré fontevriste de Boubon, fondé en 1106 sur le territoire de l’actuelle commune de Cussac, appartient à la vingtaine d'établissements créés du vivant du fondateur de l'ordre, Robert d’Arbrissel. Détruit au cours de la guerre de Cent Ans, l’établissement fut reconstruit grâce aux familles nobles des environs, notamment les Lastours, les Pompadour, les Montbrun et les Pérusse des Cars, mais n’abrita plus désormais que des religieuses. Renée de Bourbon, abbesse de Fontevrault, y envoya sept moniales, qui reprirent possession de Boubon le 18 septembre 1528. Le lieu de Boubon, relativement éloigné de Cussac, est érigé en paroisse en 1692. Les religieuses sont expulsées et leurs biens confisqués en 1792. Il subsiste la maison du prieur du XVIIe siècle qui vient d’être vendue (2017) et une aile de l’ancien cloître du prieuré de femmes également privé[38]
- Prieuré de Fonteine (ou fontaine) en Périgord, à Champagne-et-Fontaine.
- Prieuré les Cerisiers à Fougeré (Vendée)
- Prieuré de La Regrippière (Loire-Atlantique)
- Prieuré du Val de Morière Touvois (Loire-Atlantique)[APF 15]. C'est dans ce couvent de sœurs fontevristes qui n'avaient pas quitté leur établissement malgré le régime de la Terreur, que Charette fit soigner sa blessure le surlendemain 14 janvier 1794 du combat du Mortais[19]. Cela coûta la vie aux neuf religieuses résidentes[19].
- Prieuré de Tusson (Charente) Il ne subsiste plus que des ruines majestueuses de l'église du prieuré des Dames. S'agissant du prieuré des Hommes bien mieux conservé en ce qui concerne les bâtiments monastiques, mais non la chapelle, dont il ne reste que les fondations[39]

### Classe du Paravis
Comprenant « Font-Grave, Vaupillon, Le Breüil, Boulaur, Mommere, Saint-Laurent-sur-Save, Longage, la Grace Dieu, Saincte Croix, l’Espinasse, Saint-Aignan », en tout avec le Paravis, douze maisons.
- Prieuré de Fongrave ou Font-Grave (Lot-et-Garonne)[APF 33].
- Prieuré de Vaupillon ou Vopillon à Beaumont (Gers)[APF 34].
- Prieuré du Breüil.
- Prieuré de Boulaur. Voir Abbaye de Boulaur à Boulaur Gers (département). Ce prieuré appelé à l'origine Bonlieu (de Bonus locus déformé en Bouloc puis en Boulaur) était sis sur une hauteur surplombant la vallée de la Gimone, au Nord de Saramon. Il fut fondé en 1140 sous Pétronille de Chemillé, au diocèse d’Auch, par Longuebrune (veuve du Comte Bernard Ier d’Astarac) qui deviendra prieure et par son fils Sancha. Bientôt prospère, Boulaur essaima en 1151 dans le diocèse voisin de Comminges. L’avant-dernière Prieure de Boulaur, morte en 1785 appartenant à la famille de Montesquieu-Fezansac.
- Prieuré de Momères (Hautes-Pyrénées) Bernadette Soubirous avant de partir pour Nevers où elle devait terminer sa vie y séjourna du lundi 3 octobre au samedi 19 novembre 1864. Chaque jour, elle priait devant la Vierge en bois polychrome de l'église paroissiale, datant de l'époque des Dames de Fontevrault.
- Prieuré de Saint-Laurent-sur-Saive (Haute-Garonne). La réforme de Fontevraud, de la fin du XVe siècle à la fin des guerres de Religion Saint-Laurent). Le prieuré de Saint-Laurent-sur-Saive fut réformé en 1523. Jean de Viguerie le cite dans son article La réforme de Fontevraud, de la fin duXVe siècle à la fin des guerres de Religion[40].
- Prieuré de Longages (Haute-Garonne). Ce prieuré aurait été fondé entre 1117 et 1141 grâce à des donations de Martin de Maignouac, de Bernard Olivier de Longages et son frère Raymond[41]. Le 23 avril 1664, par délégation de L’abbesse de Fontevault ayant racheté les droits, pour 997 livres, dont disposait le roi sur le lieu la prieure devient la seule la seule maîtresse des lieux[42].
- Prieuré de la Grâce-Dieu ou Lagrâce-Dieu, à Auterive (Haute-Garonne)[PF 12].
- Prieuré de Sainte-Croix à Sainte-Croix-Volvestre (Ariège)[43],[PF 13].
- Prieuré de L'Espinasse (Haute-Garonne). On s'accorde à penser que Robert d'Arbrissel ayant reçu de Philippa, fille de Guillaume IV comte de Toulouse, la forêt dite d’Espèse entre l’Hers et la Garonne, le 12 mars 1114. Pillé par les Anglais en 1351, incendié, hors l'église en 1570. La fin du XIXe siècle vit construire le portail intégrant quatre chapiteaux romans.
- Prieuré de Bragerac Saint-Aignan (Tarn-et-Garonne). (actuel diocèse de Toulouse), fondé par Géraud de Sales sur les bords de la Garonne près de Castelsarrazin s’affilia à l'ordre monastique de Fontevraud en 1222. Son prieur Aimeri, avec l’assentiment de ses religieux et de l’évêque de Toulouse, déclara donc obéissance à Pétronille de Chemillé, venue en personne. La comtesse de Lomagne qui assistait à la cérémonie fit alors des donations qui augmentèrent le temporel de Bragerac. Ce prieuré ne comptait à l'époque que des moines. Des moniales étant venues renforcer l'édifice, celles-ci se trouvèrent vers 1130 trop nombreuses ce qui conduisit donc l'Abbesse Pétronille de Chemillé à les rappeler à la maison mère de Fontevraud: L'évêque d'Agen les pria de ne pas aller si loin et leur demanda de participer à une nouvelle fondation qui allait devenir le prieuré du Paravis.
- Prieuré du Paravis[APF 35],[APF 36] à Feugarolles (Lot-et-Garonne).

### Classe d'Orsan
Comprenant « l'Encloistre en Chaufournois, les Loges, Relay, Rives, Gerzay, Glatigny, Longe-fons, Blessac, Pontrattier, Saincte Florine, Esthel, Jourzay, Beaulieu », en tout avec Orsan quatorze maisons.
- Prieuré de L'Encloître-en-Chaufournais, à Rouziers-de-Touraine (Indre-et-Loire)[44],[45].
- Prieuré des Loges à La Breille-les-Pins (Maine-et-Loire)[PF 14] ;
- Prieuré Relay à Pont-de-Ruan (Indre-et-Loire)[APF 23],[PF 9].
- Prieuré de Rives à Abilly (Indre-et-Loire)[PF 15].
- Prieuré de Longefont ou Longe-fons à Oulches (Indre). Cet ancien prieuré est le siège de l'APF |éditeur=Association des Prieurés Fontevristes d'où les références fréquentes qui y seront faites. Parmi les Confesseurs des Dames de Longefont Frére René Brehin[APF 37],[APF 38],[APF 39],[APF 40],[46],[APF 41].
- Prieuré de Gersay ou Jarsay ou Jarzay[APF 42],[APF 43] à Moulins-sur-Cephons (Indre)[47].
- Prieuré de Glatigny à Chabris (Indre)[APF 44],[48].

### Classe de Paris
Comprenant, Vuariville, Moreaucourt, la Magdeleine d’Orléans, Collinance, Bellomer, Foicy, Long-pré, Fonteine en France, Chaize-Dieu, Clairrussel, Charme, Longueau, Haute-Bruyere, en tout avec Paris quatorze maisons.

## Domaines agricoles fontevristes
L'histoire de l'ordre de Fontevraud fait aussi apparaître des implantations monastiques fontevristes, parmi les premières de celle-ci, situées à peu de distance de l'abbaye royale de Fontevraud, qui n'ont probablement jamais eu le rang de prieurés mais qui paraissent devoir être rattachés à l'étude des prieurés, ainsi en est-il du prieuré de Raslay situé à 12 km de Fontevraud-l'Abbaye.